# Shah Jahans trädgård

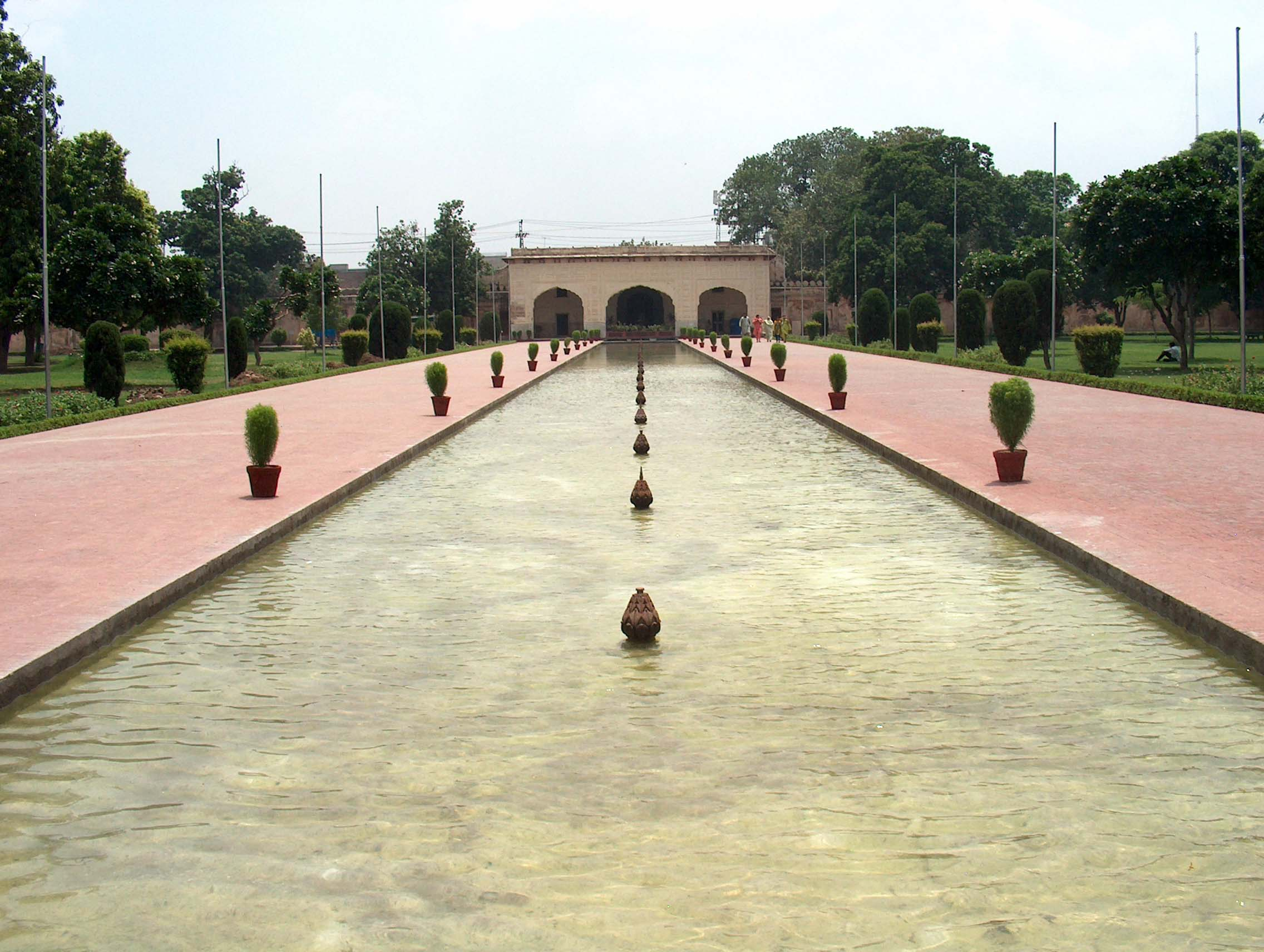
Vid ingången till Shah Jahans trädgård

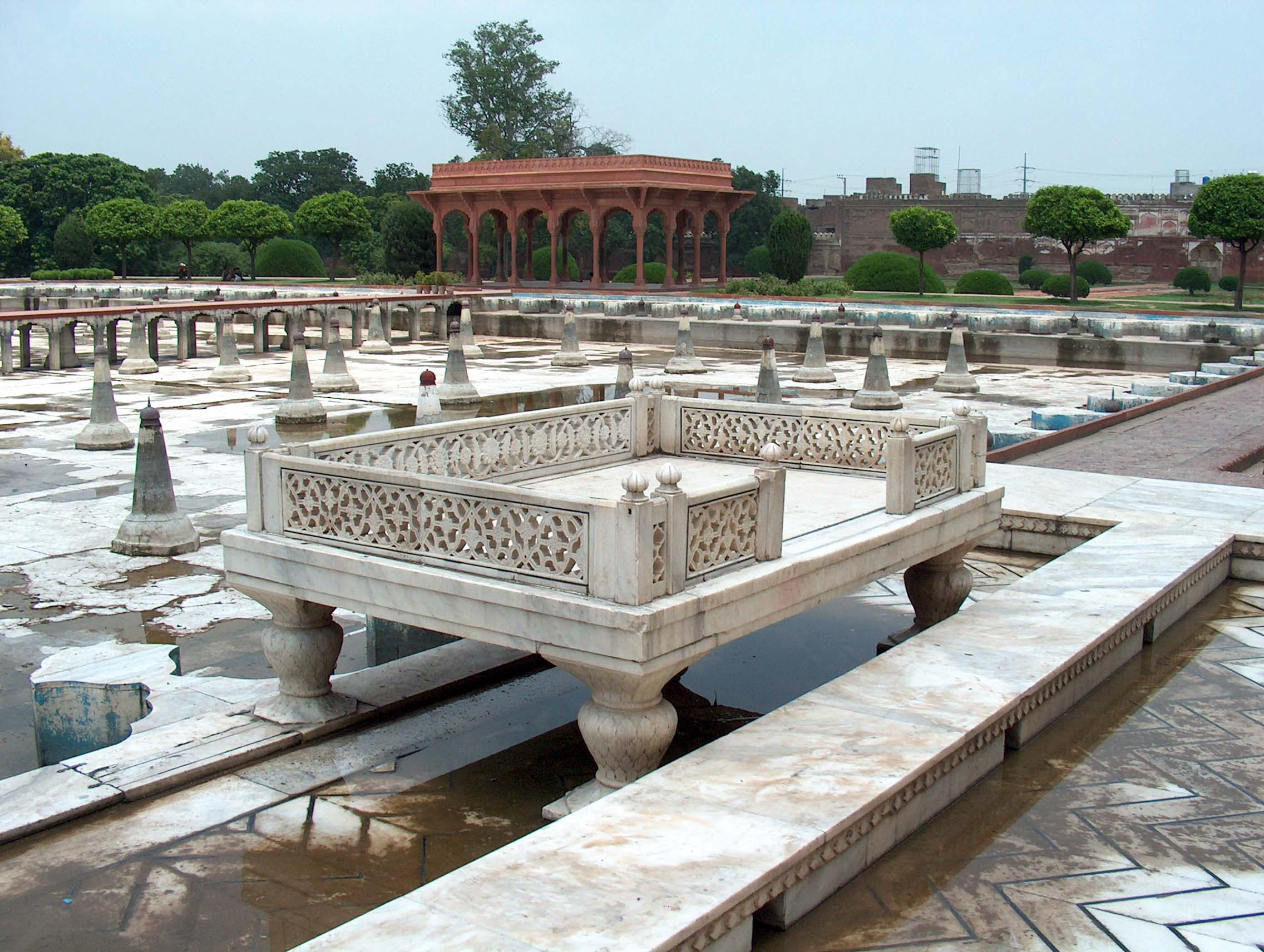
Shah Jahans trädgård

Shah Jahans trädgård, även kallad Shalamar eller Shalimar vilket betyder "glädjens boning". Trädgården ligger 5 km från centrala Lahore i Pakistan och är den mest kompletta mogulträdgården på den indiska subkontinenten. Den anlades 1642 av Shah Jahan som rekreationsområde för det kungliga hovet, som ofta bodde här under korta perioder.
Trädgården är uppbyggd enligt klassisk mogultradition: tre terrasser med raka promenadstråk runt en symmetrisk park med dammar, vattenfall, paviljonger, blommor och fruktträd inom en mur. Här finns även omkring 450 springbrunnar.

## Andra världsarvsträdgårdar frånMogultiden
- Taj Mahals trädgård
- Röda Fortets trädgård
- Humajuns trädgård